# Grand Prix-wegrace van Zweden 1989
De Grand Prix-wegrace van Zweden 1989 was de dertiende Grand Prix van het wereldkampioenschap wegrace-seizoen 1989. De races werden verreden op 13 augustus 1989 op de Scandinavian Raceway nabij Anderstorp (Jönköpings län). In deze Grand Prix kwamen de 125cc-, 250cc-, 500cc-klasse en de zijspanklasse aan de start. De wereldtitel in de 250cc-klasse was bij aanvang al beslist.

## Algemeen
Na vele jaren van klachten over de onderkomen toestand van zowel het circuit als de andere faciliteiten hadden de Zweden nu eindelijk gezorgd voor nieuw asfalt en verbeterde persvoorzieningen. Toch was er nog veel aan te merken: het asfalt was hobbelig, de parkeerplaats een modderpoel, er was geen afwatering in het rennerskwartier, waar zich bovendien grote aantallen onbevoegden bevonden en de pitstraat lag nog steeds een halve ronde van start/finish. Bovendien was er nauwelijk interesse van de Zweedse televisie. De weersomstandigheden wisselden vooral tijdens de trainingen sterk. Dat was vervelend voor coureurs die in de eerste droge sessie niet snel genoeg waren geweest. Zo konden Domenico Brigaglia, Stefan Dörflinger en Luis Miguel Reyes zich in de regen niet meer kwalificeren en Egbert Streuer/Geral de Haas moesten zich tevreden stellen met de achttiende startplaats. Jacques Cornu kreeg een aanbod om een van de 500cc-ROC-Honda's van Dominique Sarron te rijden, maar paste om zich te concentreren op de 250cc-race. Dat deed ook Luca Cadalora, die op de 500cc-Yamaha van Freddie Spencer mocht rijden.
Twee koplopers in het wereldkampioenschap zagen hun kansen grotendeels verdampen. Zowel Wayne Rainey (500 cc) als Ezio Gianola (125 cc) verloren hun leidende positie door valpartijen. 

## 500cc-klasse

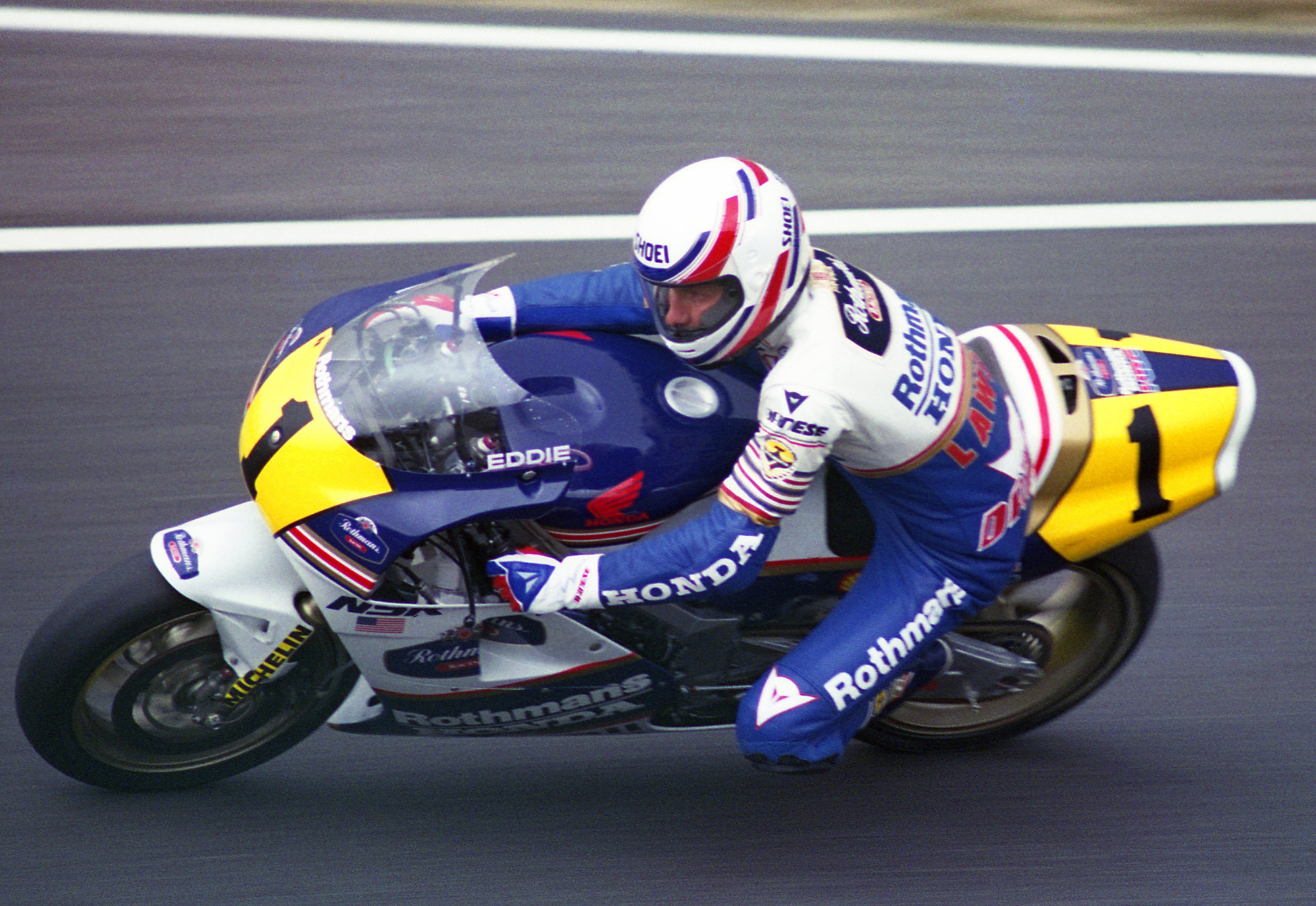
Eddie Lawson deed goede zaken door de val van concurrent Wayne Rainey.

### De training
Wayne Gardner ging met een nieuwe, experimentele Honda NSR 500 onderuit na een botsing met Niggi Schmassmann en reed de veertiende tijd. Die reed hij op vrijdag met een defect ATAC-systeem. Wayne Rainey was bijna een seconde sneller dan Kevin Schwantz en Eddie Lawson. 

#### Trainingstijden
| Pos | Coureur             | Merk                               | Tijd    |
| --- | ------------------- | ---------------------------------- | ------- |
| 1.  | Wayne Rainey        | Roberts-Lucky Strike-Yamaha        | 1"32'49 |
| 2.  | Kevin Schwantz      | Pepsi-Suzuki                       | 1"33'39 |
| 3.  | Eddie Lawson        | Kanemoto Racing-Rothmans-HRC-Honda | 1"33'44 |
| 4.  | Christian Sarron    | Gauloises-Sonauto-Yamaha           | 1"33'93 |
| 5.  | Kevin Magee         | Roberts-Lucky Strike-Yamaha        | 1"34'08 |
| 6.  | Niall Mackenzie     | Agostini-Marlboro-Yamaha           | 1"34'20 |
| 7.  | Pierfrancesco Chili | Gallina-HB-HRC-Honda               | 1"34'48 |
| 8.  | Ron Haslam          | Pepsi-Suzuki                       | 1"34'60 |
| 9.  | Luca Cadalora       | Agostini-Marlboro-Yamaha           | 1"35'19 |
| 10. | Rob McElnea         | Cabin-HRC-Honda                    | 1"35'94 |

### De race
Nadat hij drie GP's op rij door Eddie Lawson verslagen was, wist Wayne Rainey dat het tijd werd om zijn voorsprong van slechts 6,5 punt in het WK verder uit te bouwen. Hij startte dan ook als snelste en bouwde een kleine voorsprong op op Lawson en Kevin Schwantz. Halverwege de race nam Lawson de leiding over, maar Rainey volgde hem en wist dat hij in de doorlopende bocht sneller was. Daar wilde hij Lawson in de laatste ronde passeren. Twee ronden voor het einde gaf hij echter te veel gas en werd hij van zijn machine geslingerd. Lawson had het niet gemerkt, hij ontdekte pas dat Rainey gevallen was toen hij pitsignalen kreeg om het rustig aan te doen. Kevin Schwantz was door een defecte zuiger ook uitgevallen en Lawson had bijna zes seconden voorsprong op Christian Sarron. Wayne Gardner kwam voor het eerst sinds April weer eens op het podium. Adrien Morillas werd achtste en evenaarde daarmee het beste seizoensresultaat van Dominique Sarron, waarvoor hij inviel.
| Pos | Coureur             | Merk                               | Tijd      | Grid | Punten |
| --- | ------------------- | ---------------------------------- | --------- | ---- | ------ |
| 1   | Eddie Lawson        | Kanemoto Racing-Rothmans-HRC-Honda | 46"31'95  | 3    | 20     |
| 2   | Christian Sarron    | Gauloises-Sonauto-Yamaha           | 46"37'60  | 4    | 17     |
| 3   | Wayne Gardner       | Rothmans-HRC-Honda                 | 46"56'98  | 14   | 15     |
| 4   | Niall Mackenzie     | Agostini-Marlboro-Yamaha           | 47"03'58  | 6    | 13     |
| 5   | Kevin Magee         | Roberts-Lucky Strike-Yamaha        | 47"23'50  | 5    | 11     |
| 6   | Ron Haslam          | Pepsi-Suzuki                       | 47"27'40  | 8    | 10     |
| 7   | Pierfrancesco Chili | Gallina-HB-HRC-Honda               | 47"27'61  | 7    | 9      |
| 8   | Adrien Morillas     | ELF-ROC-HRC-Honda                  | 47"27'79  | 12   | 8      |
| 9   | Rob McElnea         | Cabin-HRC-Honda                    | 48"05'45  | 10   | 7      |
| 10  | Tadahiko Taira      | Tech 21-Yamaha                     | +1 ronde  | 11   | 6      |
| 11  | Alessandro Valesi   | Iberna-Yamaha                      | +1 ronde  | 15   | 5      |
| 12  | Simon Buckmaster    | Team Katayama-Honda                | +1 ronde  | 21   | 4      |
| 13  | Fabio Biliotti      | Team Katayama-Honda                | +2 ronden | 19   | 3      |
| 14  | Bruno Kneubühler    | Römer-Honda                        | +2 ronden | 26   | 2      |
| 15  | Juan López Mella    | Xunta-Honda                        | +2 ronden | 18   | 1      |
| 16  | Niggi Schmassmann   | Technotron-Honda                   | +2 ronden | 20   |        |
| 17  | Timo Paavilainen    | Suzuki                             | +2 ronden | 27   |        |

| Coureur             | Merk                                     | Oorzaak                                  | Grid |
| ------------------- | ---------------------------------------- | ---------------------------------------- | ---- |
| Wayne Rainey        | Roberts-Lucky Strike-Yamaha              | Val                                      | 1    |
| Kevin Schwantz      | Pepsi-Suzuki                             | Zuiger                                   | 2    |
| Rachel Nicotte      | Ville de Plaisir-Jacadi-Chevallier-Honda | Ville de Plaisir-Jacadi-Chevallier-Honda | 17   |
| Torbjorn Bastiansen | Suzuki                                   |                                          | 25   |
| Peter Lindén        | Flygvapnet-Eurovan Germany-Honda         | Flygvapnet-Eurovan Germany-Honda         | 13   |
| Andreas Leuthe      | Librenti-Suzuki                          |                                          | 24   |
| Alan Carter         | Honda                                    |                                          | 22   |

| Coureur       | Merk                     | Oorzaak        | Grid |
| ------------- | ------------------------ | -------------- | ---- |
| Sepp Doppler  | Honda                    |                | 23   |
| Marco Gentile | Fior-Marlboro-Yamaha     |                | 16   |
| Luca Cadalora | Agostini-Marlboro-Yamaha | Teruggetrokken | 9    |

| Coureur                      | Merk                     |
| ---------------------------- | ------------------------ |
| Fernando González De Nicolás | Club Cross Pozuelo-Honda |
| Äke Dahli                    | Suzuki                   |
| Ian Pratt                    | Honda                    |

| Coureur           | Merk                     | Oorzaak   |
| ----------------- | ------------------------ | --------- |
| Michael Dowson    | Yamaha                   |           |
| Mick Doohan       | Rothmans-HRC-Honda       | Blessure  |
| Alois Meyer       | Rallye Sport-Honda       |           |
| Ernst Gschwender  | Suzuki Deutschland       |           |
| Michael Rudroff   | Rallye Sport-Honda       |           |
| Dominique Sarron  | ELF-ROC-HRC-Honda        | Blessure  |
| Thierry Crine     | Konica Minolta-Suzuki    | [ 4 ]     |
| Roger Burnett     | Rothmans-HRC-Honda       | [ 5 ]     |
| Eddie Laycock     | Millar-Honda             |           |
| Alberto Rota      | Yamaha                   |           |
| Massimo Broccoli  | Cagiva Corse             |           |
| Romolo Balbi      | Honda                    |           |
| Kunio Machii      | Nescafé-Yamaha           | [ 6 ]     |
| Norihiko Fujiwara | Tech 21-Yamaha           | [ 7 ]     |
| Shinichi Ito      | Seed-HRC-Honda           | [ 6 ]     |
| Shunji Yatsushiro | Pentax-HRC-Honda         | [ 6 ]     |
| Cees Doorakkers   | Honda                    |           |
| Bubba Shobert     | Cabin-HRC-Honda USA      | Gewond    |
| Fred Merkel       | Gallina-HB-HRC-Honda     |           |
| Freddie Spencer   | Agostini-Marlboro-Yamaha | Ontslagen |
| John Kocinski     | Roberts-Yamaha           | [ 9 ]     |
| Randy Mamola      | Cagiva Corse             | Blessure  |

| Pos | Coureur             | Merk                               | Ptn   |
| --- | ------------------- | ---------------------------------- | ----- |
| 1   | Eddie Lawson        | Kanemoto Racing-Rothmans-HRC-Honda | 194   |
| 2   | Wayne Rainey        | Roberts-Lucky Strike-Yamaha        | 180,5 |
| 3   | Christian Sarron    | Gauloises-Sonauto-Yamaha           | 144,5 |
| 4   | Kevin Schwantz      | Pepsi-Suzuki                       | 122,5 |
| 5   | Kevin Magee         | Roberts-Lucky Strike-Yamaha        | 119,5 |
| 6   | Pierfrancesco Chili | Gallina-HB-HRC-Honda               | 111   |
| 7   | Niall Mackenzie     | Agostini-Marlboro-Yamaha           | 86    |
| 8   | Mick Doohan         | Rothmans-HRC-Honda                 | 68    |
| 9   | Ron Haslam          | Pepsi-Suzuki                       | 67    |
| 10  | Wayne Gardner       | Rothmans-HRC-Honda                 | 58    |

## 250cc-klasse

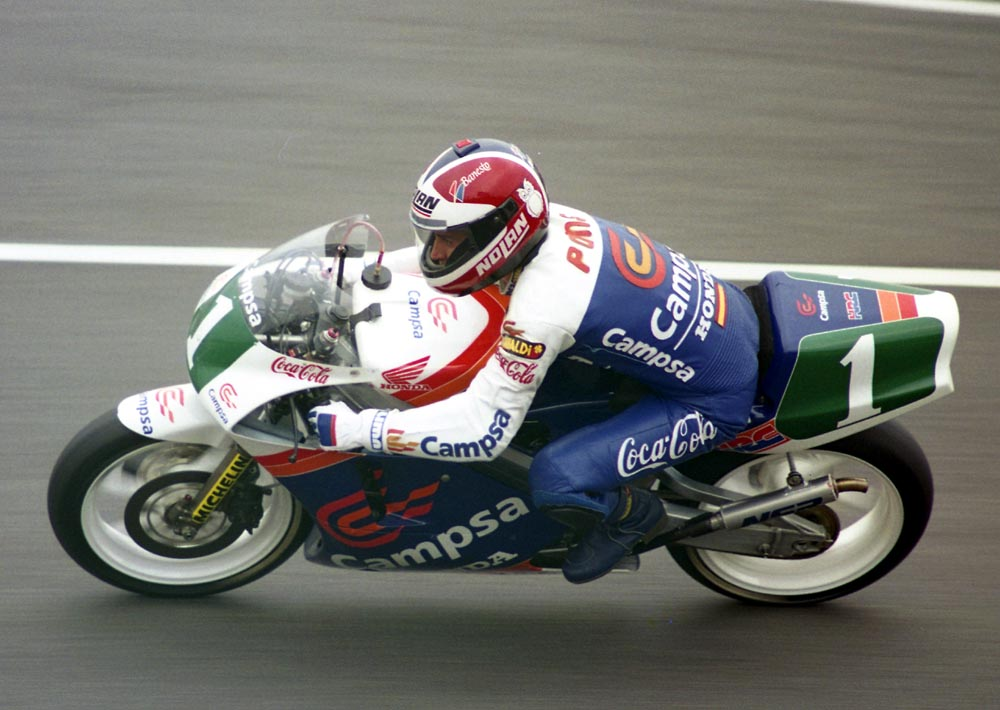
Sito Pons was al wereldkampioen, maar hij won toch maar om zijn sponsors niet teleur te stellen.

### De training
Nog steeds waren de Honda's de sterkste in de kwalificatie, maar Luca Cadalora, die er een start in de 500cc-race voor had laten schieten, zette zijn Yamaha toch op de eerste startrij. Sito Pons, toch al niet vaak snel in de kwalificatie, werd vierde, maar hij had de wereldtitel al binnen. 

#### Trainingstijden
| Pos | Coureur            | Merk                        | Tijd    |
| --- | ------------------ | --------------------------- | ------- |
| 1.  | Carlos Cardús      | Repsol-HRC-Honda España     | 1"36'74 |
| 2.  | Luca Cadalora      | Agostini-Marlboro-Yamaha    | 1"36'89 |
| 3.  | Reinhold Roth      | HB-Shoei-HRC-Honda          | 1"37'16 |
| 4.  | Sito Pons          | Campsa-JJ Cobas-HRC-Honda   | 1"37'51 |
| 5.  | Jacques Cornu      | Lucky Strike-ELF-HRC-Honda  | 1"37'59 |
| 6.  | Juan Garriga       | Nieto-Ducados-Repsol-Yamaha | 1"37'71 |
| 7.  | Helmut Bradl       | HB-Römer-HRC-Honda          | 1"37'76 |
| 8.  | Martin Wimmer      | Hein Gericke-Aprilia-Rotax  | 1"37'82 |
| 9.  | Didier de Radiguès | Aprilia-Rotax               | 1"38'04 |
| 10. | Carlos Lavado      | Rudy Project-Aprilia-Rotax  | 1"38'11 |

### De race
Ondanks zijn twaalfde startpositie nam Toshihiko Honma twee ronden lang de leiding. Toen werd hij overrompeld door een hele stoet Honda's: Carlos Cardús, Sito Pons, Reinhold Roth en Jacques Cornu. Honma zakte terug in de achtervolgende groep met Masahiro Shimizu, Martin Wimmer, Didier de Radiguès en Luca Cadalora. Cardús en Roth mochten enkele ronden lang leiden, maar daarna nam Pons het initiatief over en hij reed weg van de groep. Roth werd tweede voor Cornu en Cardús. 
| Pos | Coureur                   | Merk                        | Tijd     | Grid | Punten |
| --- | ------------------------- | --------------------------- | -------- | ---- | ------ |
| 1   | Sito Pons                 | Campsa-JJ Cobas-HRC-Honda   | 40"37'68 | 4    | 20     |
| 2   | Reinhold Roth             | HB-Shoei-HRC-Honda          | 40"39'33 | 3    | 17     |
| 3   | Jacques Cornu             | Lucky Strike-ELF-HRC-Honda  | 40"39'82 | 5    | 15     |
| 4   | Carlos Cardús             | Repsol-HRC-Honda España     | 40"41'51 | 1    | 13     |
| 5   | Luca Cadalora             | Agostini-Marlboro-Yamaha    | 40"47'25 | 2    | 11     |
| 6   | Toshihiko Honma           | Yamaha                      | 40"50'10 | 12   | 10     |
| 7   | Didier de Radiguès        | Aprilia-Rotax               | 40"50'47 | 9    | 9      |
| 8   | Martin Wimmer             | Hein Gericke-Aprilia-Rotax  | 41"02'39 | 8    | 8      |
| 9   | Alex Barros               | McDonald's-Venemotos-Yamaha | 41"11'33 | 29   | 7      |
| 10  | Juan Garriga              | Nieto-Ducados-Repsol-Yamaha | 41"11'62 | 6    | 6      |
| 11  | Jochen Schmid             | Honda                       | 41"12'13 | 15   | 5      |
| 12  | Wilco Zeelenberg          | Samson-Sharp-HRC-Honda      | 41"17'92 | 11   | 4      |
| 13  | Harald Eckl               | Römer-Aprilia-Rotax         | 41"18'19 | 26   | 3      |
| 14  | Andreas Preining          | Aprilia-Rotax               | 41"19'05 | 18   | 2      |
| 15  | Alain Bronec              | Aprilia-Rotax               | 41"36'75 | 23   | 1      |
| 16  | Gary Cowan                | Docshop-Yamaha              | 41"37'30 | 19   |        |
| 17  | Manfred Herweh            | Yamaha                      | 41"45'06 | 28   |        |
| 18  | Patrick van den Goorbergh | Docshop-Yamaha              | 41"45'47 | 24   |        |
| 19  | Hans Becker               | Honda                       | 41"45'76 | 27   |        |
| 20  | Peter Lindén              | Yamaha                      | 42"00'78 | 22   |        |
| 21  | Jean-Francois Foray       | Yamaha                      | +1 ronde | 32   |        |
| 22  | Johan Svaerdgren          | Yamaha                      | +1 ronde | 36   |        |
| 23  | Alberto Rota              | FMI-Aprilia-Rotax           | +1 ronde | 21   |        |
| 24  | August Auinger            | Project Consult-Yamaha      | +1 ronde | 34   |        |

| Coureur             | Merk                            | Oorzaak | Grid |
| ------------------- | ------------------------------- | ------- | ---- |
| Stefano Caracchi    | Honda                           |         | 17   |
| Masahiro Shimizu    | Ajinomoto-HRC-Honda             | Val     | 14   |
| Maurizio Vitali     | Honda                           |         | 20   |
| Helmut Bradl        | HB-Römer-HRC-Honda              | Val     | 7    |
| Fausto Ricci        | FMI-Aprilia-Rotax               |         | 30   |
| Bernard Haenggeli   | Yamaha                          |         | 31   |
| Daniel Amatriaín    | Team Katayama-Ducados-HRC-Honda |         | 35   |
| Alberto Puig        | Nieto-Ducados-Yamaha            |         | 13   |
| Carlos Lavado       | Rudy Project-Aprilia-Rotax      |         | 10   |
| Paolo Casoli        | Pileri-AGV-Honda                |         | 16   |
| Jean-François Baldé | Yamaha                          |         | 37   |

| Coureur        | Merk         | Oorzaak  | Grid |
| -------------- | ------------ | -------- | ---- |
| Loris Reggiani | HB-HRC-Honda | Blessure | 33   |
| Andrew Leisner | Honda        |          | 25   |

| Coureur          | Merk            |
| ---------------- | --------------- |
| Renzo Colleoni   | Aprilia-Rotax   |
| Virginio Ferrari | Gazzaniga-Rotax |
| Hannu Kallio     | Hando           |
| Luis Lavado      | Yamaha          |
| Massimo Matteoni | Yamaha          |
| Urs Jücker       | Yamaha          |
| Sandy Berlin     | Yamaha          |

| Coureur              | Merk                     | Oorzaak  |
| -------------------- | ------------------------ | -------- |
| Daryl Beattie        | Honda                    |          |
| Adrien Morillas      | Yamaha                   | [ 11 ]   |
| Jean-Philippe Ruggia | Gauloises-Sonauto-Yamaha | Blessure |
| Kevin Mitchell       | Yamaha                   |          |
| Marcellino Lucchi    | Aprilia-Rotax            |          |
| Junya Arai           | Honda                    | [ 6 ]    |
| Tadayuki Okada       | Cabin-HRC-Honda          | [ 6 ]    |
| Toshinobu Shiomori   | Yamaha                   | [ 6 ]    |
| Jim Filice           | HRC-Honda                | [ 13 ]   |
| John Kocinski        | Roberts-Yamaha           | [ 14 ]   |

| Pos | Coureur                    | Merk                                   | Ptn |
| --- | -------------------------- | -------------------------------------- | --- |
| 1   | Sito Pons (wereldkampioen) | Campsa-JJ Cobas-HRC-Honda              | 236 |
| 2   | Jacques Cornu              | Lucky Strike-ELF-HRC-Honda             | 165 |
| 3   | Reinhold Roth              | HB-Römer-HRC-Honda/ HB-Shoei-HRC-Honda | 160 |
| 4   | Carlos Cardús              | Repsol-HRC-Honda España                | 143 |
| 5   | Jean-Philippe Ruggia       | Gauloises-Sonauto-Yamaha               | 110 |
| 6   | Luca Cadalora              | Agostini-Marlboro-Yamaha               | 97  |
| 7   | Juan Garriga               | Nieto-Ducados-Repsol-Yamaha            | 84  |
| 8   | Masahiro Shimizu           | Ajinomoto-HRC-Honda                    | 82  |
| 9   | Helmut Bradl               | HB-Römer-HRC-Honda                     | 69  |
| 10  | Martin Wimmer              | Hein Gericke-Aprilia-Rotax             | 61  |

## 125cc-klasse

### De training
Àlex Crivillé was de snelste in de trainingen, bijna twee seconden sneller dan Ezio Gianola, die slechts de achtste tijd reed. Dat was belangrijk, want Gianola stond in het WK slechts twee punten voor op Crivillé en kon zich dus niet veroorloven achter hem te finishen. Hans Spaan, die van twee motorblokken één had moeten maken, reed de tweede tijd. Ook hij was nog in de race voor de titel, maar moest daarvoor hopen op pech van zijn concurrenten. 

#### Trainingstijden
| Pos | Coureur         | Merk                      | Tijd    |
| --- | --------------- | ------------------------- | ------- |
| 1.  | Àlex Crivillé   | Marlboro-JJ Cobas-Rotax   | 1"43'61 |
| 2.  | Hans Spaan      | Samson-Sharp-Honda        | 1"44'34 |
| 3.  | Hisashi Unemoto | Fukuda-Honda              | 1"44'64 |
| 4.  | Jorge Martínez  | Nieto-Ducados-Cepsa-Derbi | 1"44'65 |
| 5.  | Allan Scott     | Honda                     | 1"44'67 |
| 6.  | Stefan Prein    | Honda                     | 1"44'91 |
| 7.  | Koji Takada     | Fukuda-Honda              | 1"44'92 |
| 8.  | Ezio Gianola    | Pileri-AGV-Honda          | 1"45'13 |
| 9.  | Hubert Abold    | Honda                     | 1"45'32 |
| 10. | Adi Stadler     | Honda                     | 1"45'74 |

### De race
Àlex Crivillé nam meteen de leiding voor Ezio Gianola. Hans Spaan, Koji Takada en Jorge Martínez. Zowel Gianola als Spaan passeerden Crivillé, maar in de vierde ronde remde Gianola duidelijk te laat aan het einde van het rechte stuk en hij eindigde in de grindbak. Spaan kwam zo aan de leiding. Hij kon profiteren van de hoge topsnelheid van zijn Honda RS 125 op het rechte stuk, maar in de bochten stuurde de machine slecht en ook de voorvork functioneerde niet goed. Het was duidelijk dat Crivillé makkelijk kon volgen en in de achtste ronde nam hij de leiding over. Hij won makkelijk, maar Spaan moest nog veel moeite doen om Koji Takada van de tweede plaats af te houden. Crivillé was vooral dankzij de val van Gianola spekkoper: hij hoefde in de GP van Tsjecho-Slowakije slechts zesde te worden om de wereldtitel te grijpen. 
| Pos | Coureur           | Merk                       | Tijd     | Grid | Punten |
| --- | ----------------- | -------------------------- | -------- | ---- | ------ |
| 1   | Àlex Crivillé     | Marlboro-JJ Cobas-Rotax    | 39"56'09 | 1    | 20     |
| 2   | Hans Spaan        | Samson-Sharp-Honda         | 39"58'86 | 2    | 17     |
| 3   | Koji Takada       | Fukuda-Honda               | 39"59'10 | 7    | 15     |
| 4   | Jorge Martínez    | Nieto-Ducados-Cepsa-Derbi  | 39"59'34 | 4    | 13     |
| 5   | Fausto Gresini    | FMI-Marlboro-Aprilia-Rotax | 40"27'03 | 13   | 11     |
| 6   | Stefan Prein      | Honda                      | 40"27'32 | 6    | 10     |
| 7   | Allan Scott       | Honda                      | 40"42'89 | 5    | 9      |
| 8   | Flemming Kistrup  | Honda                      | 40"44'55 | 12   | 8      |
| 9   | Hubert Abold      | Honda                      | 40"48'35 | 9    | 7      |
| 10  | Johnny Wickström  | Honda                      | 40"50'25 | 22   | 6      |
| 11  | Dirk Raudies      | Honda                      | 40"50'75 | 32   | 5      |
| 12  | Mike Leitner      | Honda                      | 40"52'00 | 14   | 4      |
| 13  | Stuart Edwards    | Honda                      | 40"52'71 | 17   | 3      |
| 14  | Herri Torrontegui | Honda                      | 40"55'61 | 30   | 2      |
| 15  | Taru Rinne        | Servisco-Honda             | 40"59'58 | 21   | 1      |
| 16  | Heinz Lüthi       | Honda                      | 41"01'45 | 33   |        |
| 17  | Robin Milton      | Honda                      | 41"11'42 | 11   |        |
| 18  | Alfred Waibel     | Honda                      | 41"11'91 | 29   |        |
| 19  | Ralf Waldmann     | Seel                       | 41"12'35 | 18   |        |
| 20  | Bady Hassaine     | Honda                      | 41"13'19 | 15   |        |
| 21  | Bruno Casanova    | FMI-Aprilia-Rotax          | 41"13'52 | 26   |        |
| 22  | Emilio Cuppini    | Garelli                    | 41"17'78 | 31   |        |
| 23  | Hervé Duffard     | Honda                      | 41"18'01 | 35   |        |
| 24  | Alex Bedford      | 7Up-EMC-Rotax              | 41"18'34 | 23   |        |
| 25  | Jukka Vainio      | Honda                      | 41"40'08 | 34   |        |

| Coureur          | Merk                      | Oorzaak | Grid |
| ---------------- | ------------------------- | ------- | ---- |
| Corrado Catalano | Gazzaniga-Rotax           |         | 16   |
| Thierry Feuz     | Honda                     |         | 19   |
| Ezio Gianola     | Pileri-AGV-Honda          | Val     | 8    |
| Peter Öttl       | Krauser                   |         | 28   |
| Hisashi Unemoto  | Fukuda-Honda              | Val     | 3    |
| Manuel Hernández | Honda                     |         | 27   |
| Doriano Romboni  | Honda                     |         | 20   |
| Julián Miralles  | Nieto-Ducados-Cepsa-Derbi | Val     | 24   |
| Adi Stadler      | Honda                     |         | 10   |
| Robin Appleyard  | Honda                     |         | 25   |
| Serge Julin      | Honda                     |         | 36   |

| Coureur             | Merk                    |
| ------------------- | ----------------------- |
| Luis Miguel Reyes   | Marlboro-Honda          |
| Domenico Brigaglia  | Garelli                 |
| Håkan Olsson        | Rotax                   |
| Klaus-Dieter Kindle | Honda                   |
| Othmar Schuler      | Honda                   |
| Kasuya Yamada       | Honda                   |
| Rafael Roses        | Metrakit-JJ Cobas-Rotax |
| Gastone Grassetti   | Honda                   |
| Stefan Dörflinger   | Marlboro-Aprilia-Rotax  |

| Coureur             | Merk          | Oorzaak |
| ------------------- | ------------- | ------- |
| Ian Saunders        | Honda         |         |
| Lucio Pietroniro    | Honda         |         |
| Gerhard Waibel      | Honda         |         |
| Jean-Claude Selini  | Honda         |         |
| Jean-Pierre Jeandat | Honda         |         |
| Gabriele Debbia     | Aprilia-Rotax |         |
| Kazuaki Yamashita   | Honda         | [ 6 ]   |
| Kenishi Yoshida     | Honda         | [ 6 ]   |
| Masato Shima        | Honda         | [ 6 ]   |
| Masayuki Hirose     | Honda         | [ 6 ]   |
| Shin'ichi Fujiyama  | Honda         | [ 6 ]   |
| Yukata Fujiwara     | Honda         | [ 6 ]   |

| Pos | Coureur         | Merk                       | Ptn |
| --- | --------------- | -------------------------- | --- |
| 1   | Àlex Crivillé   | Marlboro-JJ Cobas-Rotax    | 146 |
| 2   | Hans Spaan      | Samson-Sharp-Honda         | 135 |
| 3   | Ezio Gianola    | Pileri-AGV-Honda           | 128 |
| 4   | Fausto Gresini  | FMI-Marlboro-Aprilia-Rotax | 100 |
| 5   | Hisashi Unemoto | Fukuda-Honda               | 93  |
| 6   | Julián Miralles | Nieto-Ducados-Cepsa-Derbi  | 90  |
| 6   | Koji Takada     | Fukuda-Honda               | 90  |
| 8   | Stefan Prein    | Honda                      | 77  |
| 9   | Jorge Martínez  | Nieto-Ducados-Cepsa-Derbi  | 59  |
| 10  | Adi Stadler     | Honda                      | 47  |

## Zijspanklasse

### De training
In de zijspankwalificatie stonden de meeste gebruikelijke combinaties op de eerste startrijen: Steve Webster/Tony Hewitt, Rolf Biland/Kurt Waltisperg en Alain Michel/Jean-Marc Fresc. Men miste daar Egbert Streuer en Geral de Haas. Tijdens de droge training was een van Streuer's kniesteunen afgebroken en in de latere natte trainingen kon hij zijn achttiende startplaats niet meer verbeteren. Het leek wat dat betreft op de Zweedse GP van 1988, toen Streuer exact hetzelfde meemaakte door een gebroken versnellingsbakas en als twintigste moest starten. Hij werd toen nog derde in de race. 

#### Trainingstijden
| Pos | Coureur            | Bakkenist       | Merk                     | Tijd    |
| --- | ------------------ | --------------- | ------------------------ | ------- |
| 1.  | Steve Webster      | Tony Hewitt     | ELF-LCR-Krauser          | 1"38'43 |
| 2.  | Rolf Biland        | Kurt Waltisperg | Dow Chemical-LCR-Krauser | 1"38'93 |
| 3.  | Alain Michel       | Jean-Marc Fresc | LCR-Krauser              | 1"39'29 |
| 4.  | Markus Egloff      | Urs Egloff      | BP-SMS-Yamaha            | 1"40'12 |
| 5.  | Steve Abbott       | Shaun Smith     | Windle-Yamaha            | 1"40'15 |
| 6.  | Barry Brindley     | Graham Rose     | Fowler-Yamaha            | 1"41'10 |
| 7.  | Rolf Steinhausen   | Bruno Hiller    | Busch-ADM                | 1"41'28 |
| 8.  | Fritz Stölzle      | Hubert Stölzle  | LCR-Krauser              | 1"42'58 |
| 9.  | Yoshisada Kumagaya | Phillip Coombes | Windle-Yamaha            | 1"42'65 |
| 10. | Theo van Kempen    | Simon Birchall  | Beijeman-LCR-Krauser     | 1"42'87 |

### De race
Na de start ontstond er meteen een kleine kopgroep met Steve Webster, Rolf Biland en Alain Michel, maar de als achttiende gestarte Egbert Streuer lag na een ronde al op de zesde plaats. Na acht ronden begon zijn combinatie echter al te trillen door de grote blaren op de achterband. Hierdoor kon hij zijn aanval op de kopgroep niet doorzetten en moest hij zich tevreden stellen met de vierde plaats. De drie leiders bleven intussen bij elkaar, ook Michel die het in de rest van het seizoen niet had kunnen volgen. Na veertien ronden nam Biland de leiding over en Webster liet ook Michel gaan omdat ook hij zijn banden wilde sparen en zag dat Streuer niet dichterbij kon komen.
| Pos | Coureur            | Bakkenist       | Merk                     | Tijd     | Grid | Punten |
| --- | ------------------ | --------------- | ------------------------ | -------- | ---- | ------ |
| 1   | Rolf Biland        | Kurt Waltisperg | Dow Chemical-LCR-Krauser | 37"52'90 | 2    | 20     |
| 2   | Alain Michel       | Jean-Marc Fresc | LCR-Krauser              | +0'58    | 3    | 17     |
| 3   | Steve Webster      | Tony Hewitt     | ELF-LCR-Krauser          | +1'79    | 1    | 15     |
| 4   | Egbert Streuer     | Geral de Haas   | Lucky Strike-LCR-Yamaha  | +16'02   | 18   | 13     |
| 5   | Steve Abbott       | Shaun Smith     | Windle-Yamaha            | +54'87   | 5    | 11     |
| 6   | Barry Brindley     | Graham Rose     | Fowler-Yamaha            | +1"00'60 | 6    | 10     |
| 7   | Markus Egloff      | Urs Egloff      | BP-SMS-Yamaha            | +1"01'26 | 4    | 9      |
| 8   | Rolf Steinhausen   | Bruno Hiller    | Busch-ADM                |          | 7    | 8      |
| 9   | Yoshisada Kumagaya | Phillip Coombes | Windle-Yamaha            |          | 9    | 7      |
| 10  | Fritz Stölzle      | Hubert Stölzle  | LCR-Krauser              |          | 8    | 6      |
| 11  | Bernd Scherer      | Thomas Schröder | BSR-Krauser              |          | 13   | 5      |
| 12  | René Progin        | Yvan Hunziker   | LCR-Krauser              |          | 14   | 4      |
| 13  | Yvan Nigrowsky     | Jacques Corbier | LCR-JPX                  |          | 11   | 3      |
| 14  | Tony Wyssen        | Kilian Wyssen   | LCR-Krauser              |          | 12   | 2      |
| 15  | Wolfgang Stropek   | Steve Campbell  | LCR-Krauser              |          | 15   | 1      |
| 16  | Gary Thomas        | Eckart Rösinger | LCR-Krauser              |          |      |        |
| 17  | Billy Gällros      | Julian Tailford | Yamaha                   |          |      |        |

| Coureur         | Bakkenist      | Merk                 | Oorzaak    | Grid |
| --------------- | -------------- | -------------------- | ---------- | ---- |
| Theo van Kempen | Simon Birchall | Beijeman-LCR-Krauser | Ontsteking | 10   |

| Coureur         | Bakkenist                      | Merk        |
| --------------- | ------------------------------ | ----------- |
| Masato Kumano   | Markus Fährni of Gavin Simmons | LCR-Yamaha  |
| Alfred Zurbrügg | Martin Zurbrügg                | LCR-Yamaha  |
| Derek Jones     | Peter Brown                    | LCR-Yamaha  |
| Barry Smith     | David Smith                    | Windle-ADM  |
| Tony Baker      | Trevor Hopkinson               | LCR-Krauser |
| Kenny Howles    | Steve Pointer                  | LCR-Krauser |
| Ray Gardner     | Tony Strevens                  | LCR-Krauser |
| Judd Drew       | Brian Houghton                 | LCR-JPX     |
| Clive Stirrat   | Simon Prior                    | LCR-Krauser |
| George Hardwick | Steve Parker of Gary Irlam     | LCR-Yamaha  |

### Top tien tussenstand zijspanklasse
| Pos | Coureur          | Bakkenist                           | Merk                          | Ptn |
| --- | ---------------- | ----------------------------------- | ----------------------------- | --- |
| 1   | Steve Webster    | Tony Hewitt                         | Brown-Silkolene-LCR-Krauser   | 130 |
| 2   | Egbert Streuer   | Bernard Schnieders en Geral de Haas | Lucky Strike-LCR-Yamaha       | 116 |
| 3   | Rolf Biland      | Kurt Waltisperg                     | Dow Chemical-LCR-Krauser      | 105 |
| 4   | Alain Michel     | Jean-Marc Fresc                     | ELF-LCR-Krauser               | 96  |
| 5   | Fritz Stölzle    | Hubert Stölzle                      | LCR-Krauser                   | 63  |
| 6   | Masato Kumano    | Markus Fährni en Gavin Simmons      | LCR-Yamaha                    | 58  |
| 7   | Markus Egloff    | Urs Egloff en Gavin Simmons         | BP-LCR-Yamaha / BP-SMS-Yamaha | 56  |
| 7   | Barry Brindley   | Graham Rose                         | Fowler-Yamaha                 | 56  |
| 9   | Rolf Steinhausen | Bruno Hiller                        | Busch-ADM                     | 50  |
| 10  | Derek Jones      | Peter Brown                         | LCR-Yamaha                    | 37  |

## Trivia

### Bandenperikelen
Bij de solorijders was er concurrentie tussen Dunlop en Michelin, waarbij geen duidelijk voordeel bestond. In de zijlijn acteerde Pirelli, dat nog niet op hetzelfde niveau was, waarvan de enige gebruiker Pierfrancesco Chili het slachtoffer was. De zijspanrijders hadden echter wel een probleem. Voor hen werden geen speciale banden ontwikkeld. Ze waren afhankelijk van banden voor de Formule 3-autoraces, van Avon Rubber en Yokohama. Daar lag het probleem van Egbert Streuer: Steve Webster kreeg zijn banden van Avon en Rolf Biland en Egbert Streuer van Yokohama. Biland had echter 14 inch velgen, waarvoor Yokohama de Compound C voor warm en droog asfalt maakte. Streuer had 13 inch velgen en in die maat had Yokohama deze compound uit productie genomen. Dat was ook de reden dat Streuer na de race werd aangesproken door een functionaris van Avon met het aanbod "eens te komen praten". 

### Marco Gentile
Na afloop van de Zweedse Grand Prix raakten Marco Gentile en zijn teambaas Claude Fior betrokken bij een ernstig auto-ongeluk. Gentile werd met inwendige verwondingen opgenomen in het ziekenhuis van Värnamo en Fior liep rugletsel op. Gentile herstelde van deze verwondingen, maar toch was dit zijn laatste race geweest. Op 19 november verongelukte hij toen hij op het Circuit Paul Armagnac een door Fior gebouwde kart testte. 

### Steve Webster/Egbert Streuer
Na deze Grand Prix had Steve Webster aan één punt in de GP van Tsjecho-Slowakije genoeg om wereldkampioen te worden. Toch was hij er niet gerust op. In het seizoen 1988 had Rolf Biland aan twee punten genoeg gehad, maar toen was hij uitgevallen en was Webster alsnog wereldkampioen geworden. Dat zou nu ook met Webster en Streuer kunnen gebeuren. 
1930 · 1931 · 1932 · 1933 · 1934 · 1935 · 1936 · 1937 · 1939 · 1949 · 1950 · 1951 · 1952 · 1953 · 1954 · 1955 · 1956 · 1957 · 1958 · 1959 · 1961 · 1970 · 1971 · 1972 · 1973 · 1974 · 1975 · 1976 · 1977 · 1978 · 1979 · 1981 · 1982 · 1983 · 1984 · 1985 · 1986 · 1987 · 1988 · 1989 · 1990